# Kham Souk
Kham Souk (* 1839 Himlot - † 1900 Bassac), vương hiệu đầy đủ là Brhat Chao Yudhi Dharmadhara Negara Champasakti, là vua của Vương quốc Champasak, trị vì từ năm 1858 đến khi mất năm 1900 .
Kham Souk là con trai thứ tư của Brhat Chao Huy Champasak (trị vì 1827-1840), người cai quản Vương quốc với tư cách là chư hầu của Vương quốc Siam. Kham Souk được đào tạo tại Hoàng gia ở Bangkok. Năm 1862, Vua Rama IV (Mongkut, trị vì 1851-1868) đã bổ nhiệm ông là Chao Muang Nakhon Champasak. Năm 1863, ông nhận được danh hiệu Brhat Chao Yudhi Dharmadhara Negara Champasakti. Sau đó, ông trở lại Champasak, xây dựng lại thủ đô cũ và xây một cung điện, cho đến tháng 2 năm 1874.
Kham Souk đã kết hôn nhiều lần, trong đó có Chao Heuane Keavakama (Kheukama) và Mom Kutmayi na Champasakti (Keutmai). Ông có ba con trai và một con gái.
- Sadet Chao Anuya (Nuy), người kế vị cha làm vua, vương hiệu Ratsadanay, trị vì 1900 đến năm 1945.
- Sadet Chao Binga (Beng), sau này là Thống đốc Lampang
- Sadet Chao Oui (Sak Prasert), người có mười lăm người con
- Sadet Chao Heuane Nhing Sangavanakama (Sangvankham), kết hôn với anh trai cùng cha khác mẹ của mình là Sadet Chao Oui (Sak Prasert).

Ông qua đời năm 1900 tại Bassac.